# Liste der Stolpersteine in Middelburg

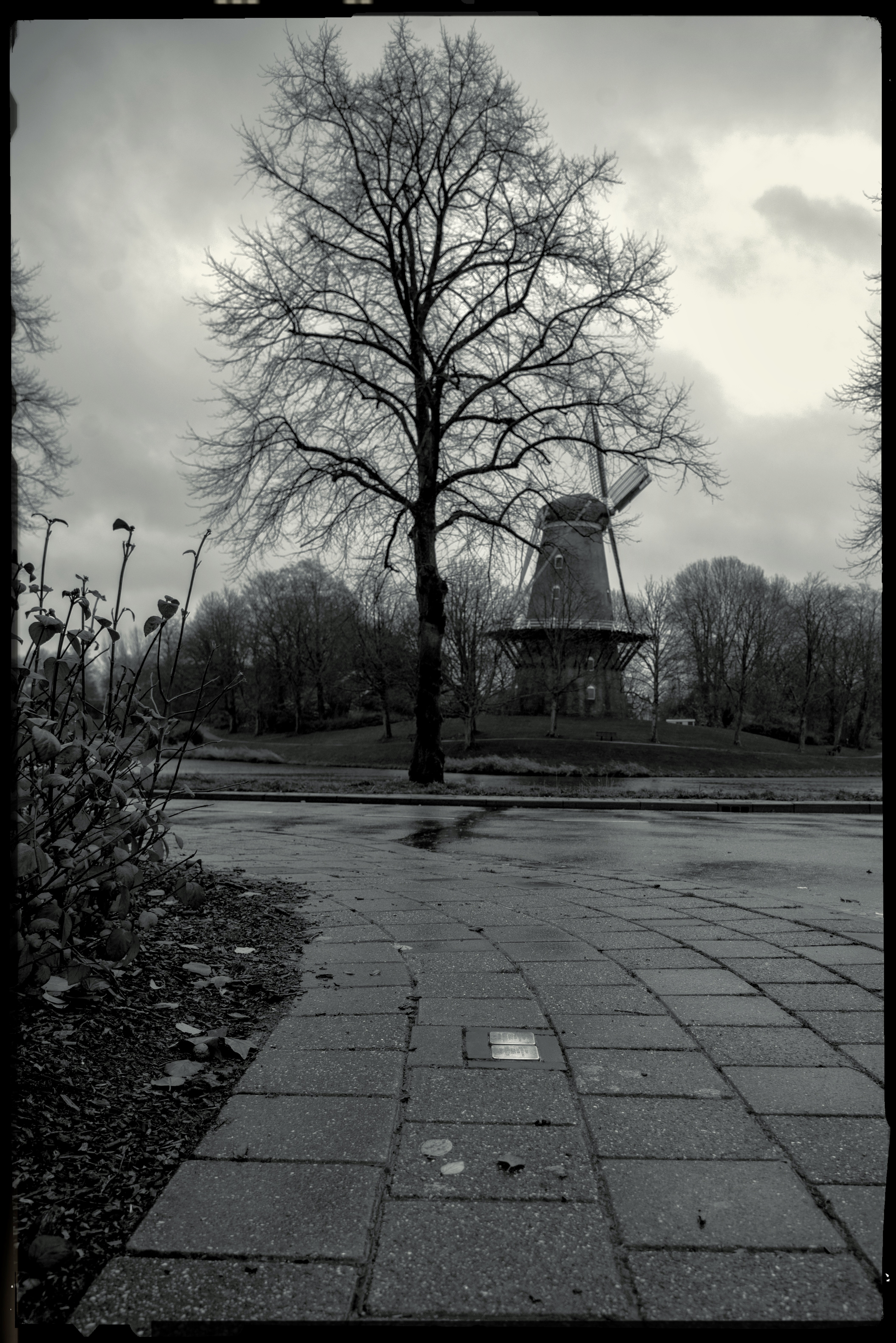
Stolpersteine für die Familie Boasson in Middelburg

In der Liste der Stolpersteine in Middelburg werden die vorhandenen Gedenksteine aufgeführt, die im Rahmen des Projektes Stolpersteine des Künstlers Gunter Demnig bisher in Middelburg in der südniederländischen Provinz Zeeland verlegt worden sind. Stolpersteine erinnern an das Schicksal der Menschen, die von den Nationalsozialisten ermordet, deportiert, vertrieben oder in den Suizid getrieben wurden. Sie liegen im Regelfall vor dem letzten selbstgewählten Wohnsitz des Opfers. Stolpersteine werden auf Niederländisch struikelstenen genannt.
Die ersten Stolpersteine in Middelburg wurden am 21. Februar 2016 verlegt.

## Verlegte Stolpersteine
In Middelburg wurden bislang 48 Stolpersteine an 24 Standorten verlegt.
| Stolperstein                                                  | Inschrift | Verlegeort                           | Name, Leben |
| ------------------------------------------------------------- | --- | ------------------------------------ | --- |
|                                                               | HIER WOHNTE HENRICUS ALBERG GEB. 1874 ERMORDET 30.4.1943 SOBIBOR                                                   | Gravenstraat 6a/7a (vormals Nr. 24)  | Henricus Alberg |
|                                                               | HIER WOHNTE SIBILLA ALBERG-ALBERGE GEB. 1867 ERMORDET 30.4.1943 SOBIBOR                                            | Gravenstraat 6a/7a (vormals Nr. 24)  | Sibilla Alberg-Alberge |
|                                                               | HIER WOHNTE ELISABETH BARKELAU GEB. 1900 ERMORDET 26.3.1943 SOBIBOR                                                | Korte Delft 23                       | Elisabeth Barkelau |
|                                                               | HIER WOHNTE WILHELMINA BLOK GEB. 1888 ERMORDET 7.9.1942 AUSCHWITZ                                                  | Latijnse Schoolstraat 13a (Standort) | Wilhelmina Blok wurde am 8. November 1888 in Nijmegen geboren. |
|                                                               | HIER WOHNTE BELLA BOASSON- SANDERS GEB. 1891 ERMORDET 7.9.1942 AUSCHWITZ                                           | Park de Griffioen 2 (Standort)       | Bella Boasson-Sanders wurde am 3. August 1891 in Amsterdam geboren. |
|                                                               | HIER WOHNTE BERNARD BOASSON GEB. 1910 ERMORDET 30.4.1943 SOBIBOR                                                   | Park de Griffioen 2 (Standort)       | Bernard Boasson |
|                                                               | HIER WOHNTE HANS KAREL BOASSON GEB. 1915 ERMORDET 5.9.1942 AUSCHWITZ                                               | Park de Griffioen 2 (Standort)       | Hans Karel Boasson |
|                                                               | HIER WOHNTE MARC HERMAN BOASSON GEB. 1887 ERMORDET 20.8.1943 GRÄDITZ                                               | Park de Griffioen 2 (Standort)       | Marc Boasson wurde am 11. Oktober 1887 in Middelburg geboren. Schreibfehler auf dem Stein: Laut Quellen ist Marc Boasson verstorben im Kamp Gröditz, dem Zwangsarbeiterlager der Lauchhammerwerke der Mitteldeutschen Stahlwerke des Flick-Konzerns in Gröditz. |
|                                                               | HIER WOHNTE HEINTJE BROKMEIER-DUVEEN GEB. 1887 ERMORDET 19.11.1943 AUSCHWITZ                                       | Molenwater 83 (Standort)             | Heintje Brokmeier-Duveen wurde am 19. Februar 1887 in Harbrinkhoek geboren. |
|                                                               | HIER WOHNTE JOSEPH ISIDOORE COHEN GEB. 1920 ERMORDET 9.4.1943 SOBIBOR                                              | Vlasmarkt 19 (vormals Nr. 156)       | Joseph Isidoore Cohen |
|                                                               | HIER WOHNTE LOUISE COHEN-WIJNBERG GEB. 1885 ERMORDET 9.9.1942 AMSTERDAM                                            | Vlasmarkt 19 (vormals Nr. 156)       | Louise Cohen-Wijnberg |
|                                                               | HIER WOHNTE MAURITS JOSEPH COHEN GEB. 1876 ERMORDET 19.2.1943 AUSCHWITZ                                            | Vlasmarkt 19 (vormals Nr. 156)       | Maurits Joseph Cohen |
|                                                               | HIER WOHNTE SAMUEL COHEN GEB. 1898 ERMORDET 9.4.1943 SOBIBOR                                                       | Vlasmarkt 19 (vormals Nr. 156)       | Samuel Cohen |
|                                                               | HIER WOHNTE ABRAHAM VAN DAM GEB. 1935 ERMORDET 21.9.1942 AUSCHWITZ                                                 | Park de Griffioen 10 (Standort)      | Abraham van Dam wurde am 31. Oktober 1935 in St. Laurens geboren. |
|                                                               | HIER WOHNTE HENRIËTTE VAN DAM-POLAK GEB. 1913 ERMORDET 21.9.1942 AUSCHWITZ                                         | Park de Griffioen 10 (Standort)      | Henriëtte van Dam-Polak wurde am 6. April 1913 in Middelburg geboren. |
|                                                               | HIER WOHNTE PHILIP ISAAK VAN DAM GEB. 1912 ERMORDET 31.12.1942 AUSCHWITZ                                           | Park de Griffioen 10 (Standort)      | Philip Isaak van Dam wurde am 22. Mai 1912 in Rotterdam geboren. |
|                                                               | HIER WOHNTE MAX ISRAEL FISCHER GEB. 1913 FLUCHT FRANKREICH VERHAFTET DEPORTIERT 1944 BUCHENWALD ERMORDET 29.5.1945 | Stationsstraat 22                    | Max Israel Fischer |
|                                                               | HIER WOHNTE IZAAK ABRAHAM FRANK GEB. 1894 ERMORDET 21.9.1942 AUSCHWITZ                                             | Lange Delft 21 (Standort)            | Izaak Abraham Frank wurde am 23. November 1894 in Amsterdam geboren. |
|                                                               | HIER WOHNTE MIETJE FRANK GEB. 1894 ERMORDET 7.9.1942 AUSCHWITZ                                                     | Blindenhoek 2 (Standort)             | Mietje Frank wurde am 25. April 1894 in Den Haag geboren. |
|                                                               | HIER WOHNTE BETSY SUZANNA GOKKES GEB. 1915 ERMORDET 25.9.1942 AUSCHWITZ                                            | Bleek 11                             | Betsy Suzanna Gokkes |
|                                                               | HIER WOHNTE ELIAZAR GOKKES GEB. 1882 ERMORDET 7.9.1942 AUSCHWITZ                                                   | Bleek 11                             | Eliazar Gokkes |
|                                                               | HIER WOHNTE GEERTRUIDA GOKKES-KEIZER GEB. 1886 ERMORDET 7.9.1942 AUSCHWITZ                                         | Bleek 11                             | Geertruida Gokkes-Keizer |
|                                                               | HIER WOHNTE IZAAC PHILIP JOËL DE GROOT GEB. 1877 ERMORDET 4.9.1944 WESTERBORK                                      | Noordbolwerk 15 (Standort)           | Izaac Philip Joël de Groot wurde am 30. August 1877 in Middelburg geboren. |
|                                                               | HIER WOHNTE EVALINA HEERTJE- SCHOOLMEESTER GEB. 1915 ERMORDET 23.7.1943 SOBIBOR                                    | Park de Griffioen 22 (Standort)      | Evalina Heertje-Schoolmeester wurde am 22. Mai 1912 in Rotterdam geboren. |
|                                                               | HIER WOHNTE HENRI HEERTJE GEB. 1913 ERMORDET 23.7.1943 SOBIBOR                                                     | Park de Griffioen 22 (Standort)      | Henri Heertje wurde am 15. August 1913 in Amsterdam geboren. |
|                                                               | HIER WOHNTE ANNA WILHELMINA VAN ITALLIE- VAN RAALTE GEB. 1912 ERMORDET 8.4.1944 AUSCHWITZ                          | Laan van Nieuwenhove 5               | Anna Wilhelmina van Itallie-van Raalte |
|                                                               | HIER WOHNTE FRERIK BART VAN ITALLIE GEB. 1941 ERMORDET 8.4.1944 AUSCHWITZ                                          | Laan van Nieuwenhove 5               | Frerik Bart van Itallie |
|                                                               | HIER WOHNTE ANNE MARIE JACOBSON GEB. 1930 ERMORDET 7.9.1942 AUSCHWITZ                                              | Lange Delft 123 (Standort)           | Anne Marie Jacobson wurde am 25. August 1930 in Middelburg geboren. |
|                                                               | HIER WOHNTE JOHANNA JACOBSON- VAN BEEVER GEB. 1892 ERMORDET 7.9.1942 AUSCHWITZ                                     | Lange Delft 123 (Standort)           | Johanna Jacobson-van Beever wurde am 9. März 1892 in Amsterdam geboren. |
| Stolperstein Middelburg Lange Delft 123 Karel Levien Jacobson | HIER WOHNTE KAREL LEVIEN JACOBSON GEB. 1890 ERMORDET 7.9.1942 AUSCHWITZ                                            | Lange Delft 123 (Standort)           | Karel Levien Jacobson wurde am 25. April 1890 in Middelburg geboren. |
| Stolperstein Middelburg Lange Delft 123 Karla Annie Jacobson  | HIER WOHNTE KARLA ANNIE JACOBSON GEB. 1927 ERMORDET 7.9.1942 AUSCHWITZ                                             | Lange Delft 123 (Standort)           | Karla Annie Jacobson wurde am 7. April 1927 in Middelburg geboren. |
| Stolperstein Middelburg Lange Delft 123 Robert Karel Jacobson | HIER WOHNTE ROBERT KAREL JACOBSON GEB. 1924 ERMORDET 30.6.1944 MITTELEUROPA                                        | Lange Delft 123 (Standort)           | Robert Karel Jacobson wurde am 12. Juli 1924 in Middelburg geboren. |
|                                                               | HIER WOHNTE EVA JESAIJES- BRAASEM GEB. 1874 ERMORDET 1.10.1942 AUSCHWITZ                                           | Lange Geere 30                       | Eva Jesaijes-Braasem |
| Stolperstein Middelburg Markt 9 Louis Leijdesdorff            | HIER WOHNTE LOUIS LEIJDESDORFF GEB. 1875 DEPORTIERT 1943 AUS WESTERBORK ERMORDET 2.7.1943 SOBIBOR                  | Markt 9 (vorm. Nr. 6) (Standort)     | Louis Leijdesdorff wurde am 26. Mai 1875 in Franeker, Friesland, geboren. |
|                                                               | HIER WOHNTE RIKA LOUISE LEIJDESDORFF-VAN OS GEB. 1876 DEPORTIERT 1943 AUS WESTERBORK ERMORDET 2.7.1943 SOBIBOR     | Markt 9 (vorm. Nr. 6) (Standort)     | Rika Louise Leijdesdorff-van Os wurde am 7. Februar 1876 in Middelburg geboren. |
|                                                               | HIER WOHNTE MARCUS NATHAN GEB. 1869 ERMORDET 5.2.1943 AUSCHWITZ                                                    | Wagenaarstraat 10                    | Marcus Nathan, genannt Cohen |
|                                                               | HIER WOHNTE LION POLAK GEB. 1925 ERMORDET 17.4.1945 LOOSDRECHT                                                     | Rouaansekaai 27                      | Lion Polak |
|                                                               | HIER WOHNTE SARA POLAK- BRAASEM GEB. 1869 ERMORDET 26.2.1943 AUSCHWITZ                                             | Langevielsingel 66 (Standort)        | Sara Polak-Braasem wurde am 6. Dezember 1869 in Middelburg geboren. |
|                                                               | HIER WOHNTE SIMON POLAK GEB. 1905 ERMORDET 31.12.1942 AUSCHWITZ                                                    | Gortstraat 28                        | Simon Polak |
|                                                               | HIER WOHNTE ABRAHAM PRINS GEB. 1906 ERMORDET 1.2.1942 KZ GRADITZ                                                   | Lange Delft 99 (Standort)            | Abraham Prins wurde am 18. Januar 1906 in Amsterdam geboren. |
|                                                               | HIER WOHNTE CECILIA PRINS GEB. 1935 ERMORDET 7.9.1942 AUSCHWITZ                                                    | Lange Delft 99 (Standort)            | Cecila Prins wurde am 16. Mai 1935 in Middelburg geboren. |
|                                                               | HIER WOHNTE CLARA MARLINA PRINS GEB. 1938 ERMORDET 7.9.1942 AUSCHWITZ                                              | Lange Delft 99 (Standort)            | Clara Marlina Prins wurde am 3. April 1938 in Middelburg geboren. |
|                                                               | HIER WOHNTE SIENTJE PRINS- MENIST GEB. 1909 ERMORDET 7.9.1942 AUSCHWITZ                                            | Lange Delft 99 (Standort)            | Sientje Prins-Menist wurde am 6. Januar 1909 in Amsterdam geboren. |
|                                                               | HIER WOHNTE REBECCA BARTHA VRIESMAN- VAN WITTENE GEB. 1896 ERMORDET 1.10.1942 AUSCHWITZ                            | Lange Delft 19 (vormals Nr. 27)      | Rebekka Bartha Vriesman-Van Wittene |
|                                                               | HIER WOHNTE LEVIE BEREND VRIESMAN GEB. 1920 ERMORDET 31.1.1943 AUSCHWITZ                                           | Lange Delft 19 (vormals Nr. 27)      | Levie Berend Vriesman |
|                                                               | HIER WOHNTE BETJE VAN WITTENE- BRAASEM GEB. 1863 ERMORDET 1.10.1942 AUSCHWITZ                                      | Lange Geere 30                       | Betje van Wittene-Braasem |
|                                                               | HIER WOHNTE LEVIE ZWARTVERWER GEB. 1880 ERMORDET 11.12.1942 AUSCHWITZ                                              | Herenstraat 10                       | Levie Zwartverwer |
|                                                               | HIER WOHNTE MARIA ZWARTVERWER-ZIFF GEB. 1883 ERMORDET 11.12.1942 AUSCHWITZ                                         | Herenstraat 10                       | Maria Zwartverwer-Ziff |

## Verlegedaten
- 21. Februar 2016: Lange Delft 21, 99 und 123, Markt 9 (zwölf Stolpersteine)
- 15. November 2016: Langevielsingel 66, Park de Griffioen 2, 10 und 22
- 15. Dezember 2016: Blindenhoek 2, Latijnse Schoolstraat 13a, Molenwater 83, Noordbolwerk 15
- Juli 2017: Korte Delft 23 (ein Stolperstein)
- 4. Juni 2019 (hier noch nicht berücksichtigt)

Die erste Verlegung am 21. Februar 2016 erfolgte durch Gunter Demnig, die zwei weiteren Verlegungen im November und Dezember 2016 durch Mitarbeiter des Bauhofes. Typische Verlegesituationen in Middelburg:

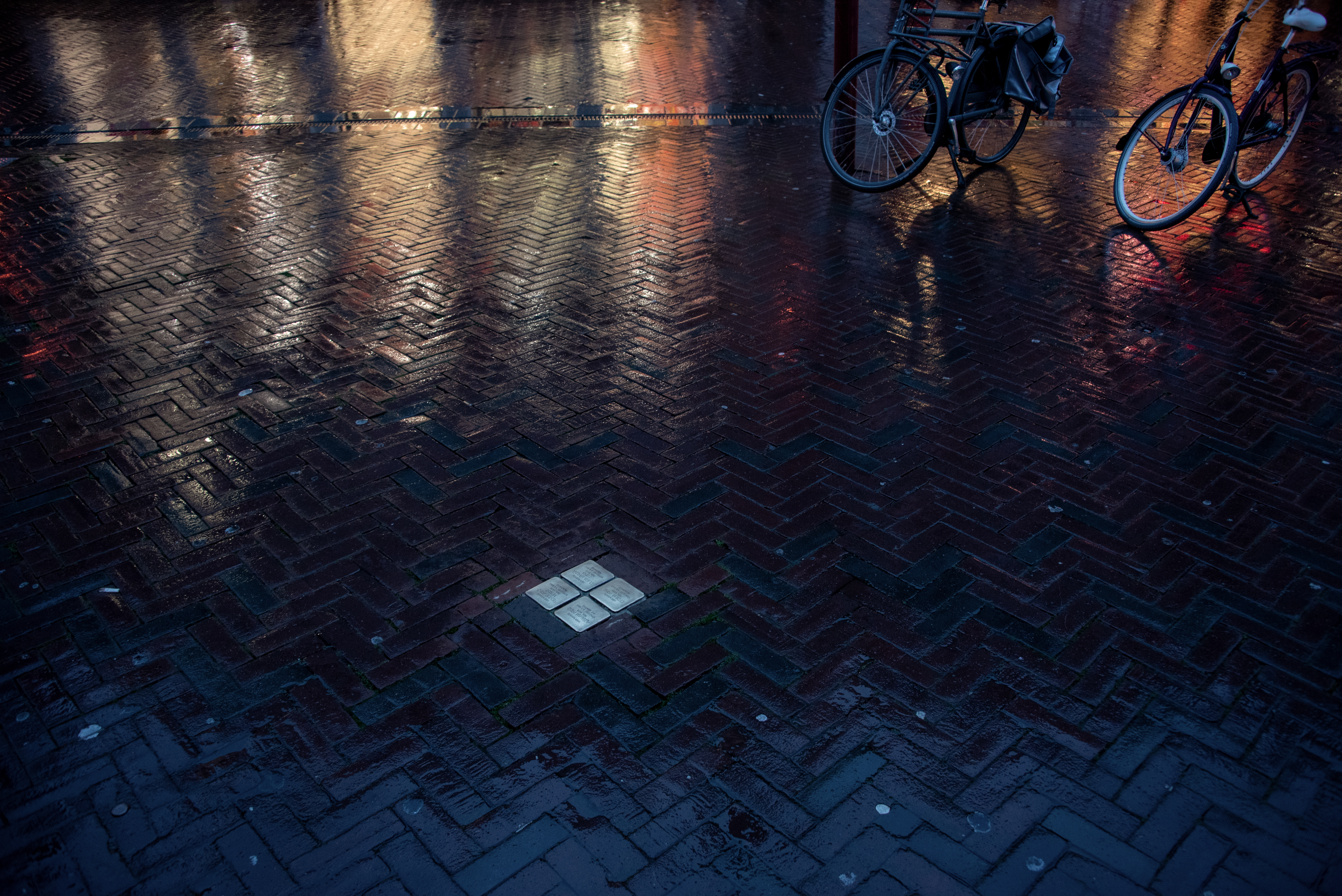
Lange Delft 99
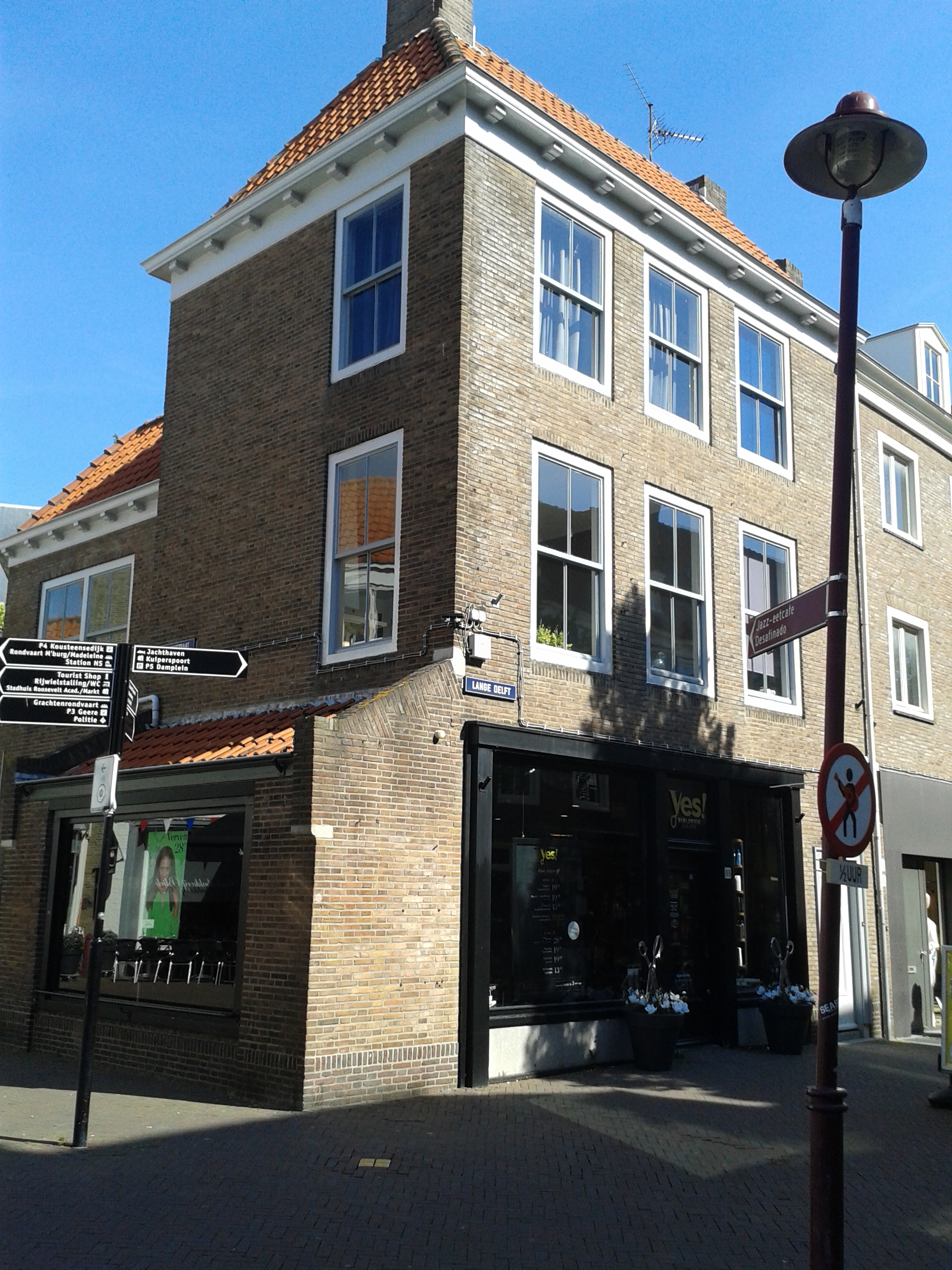
Lange Delft 99
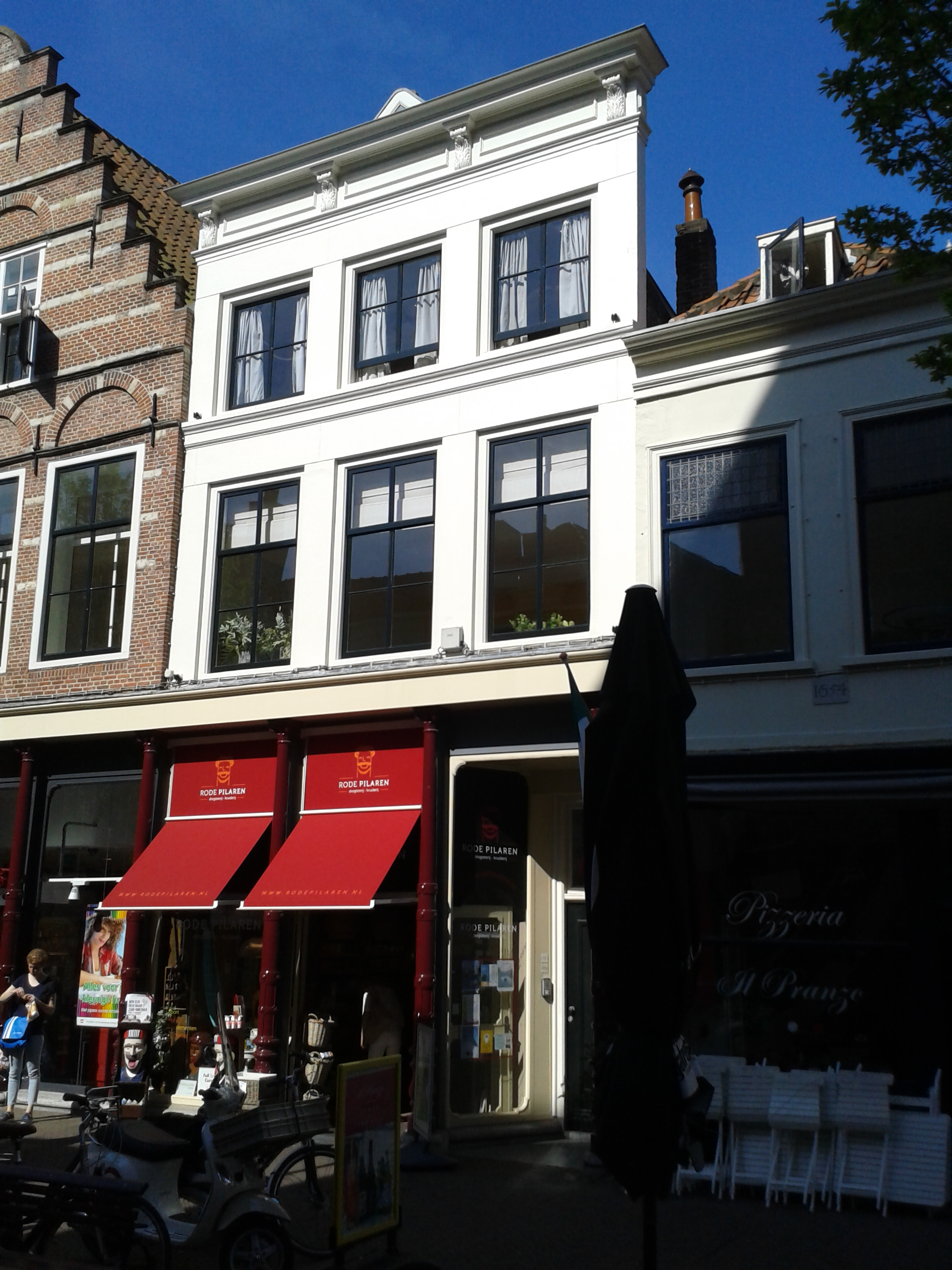
Lange Delft 123
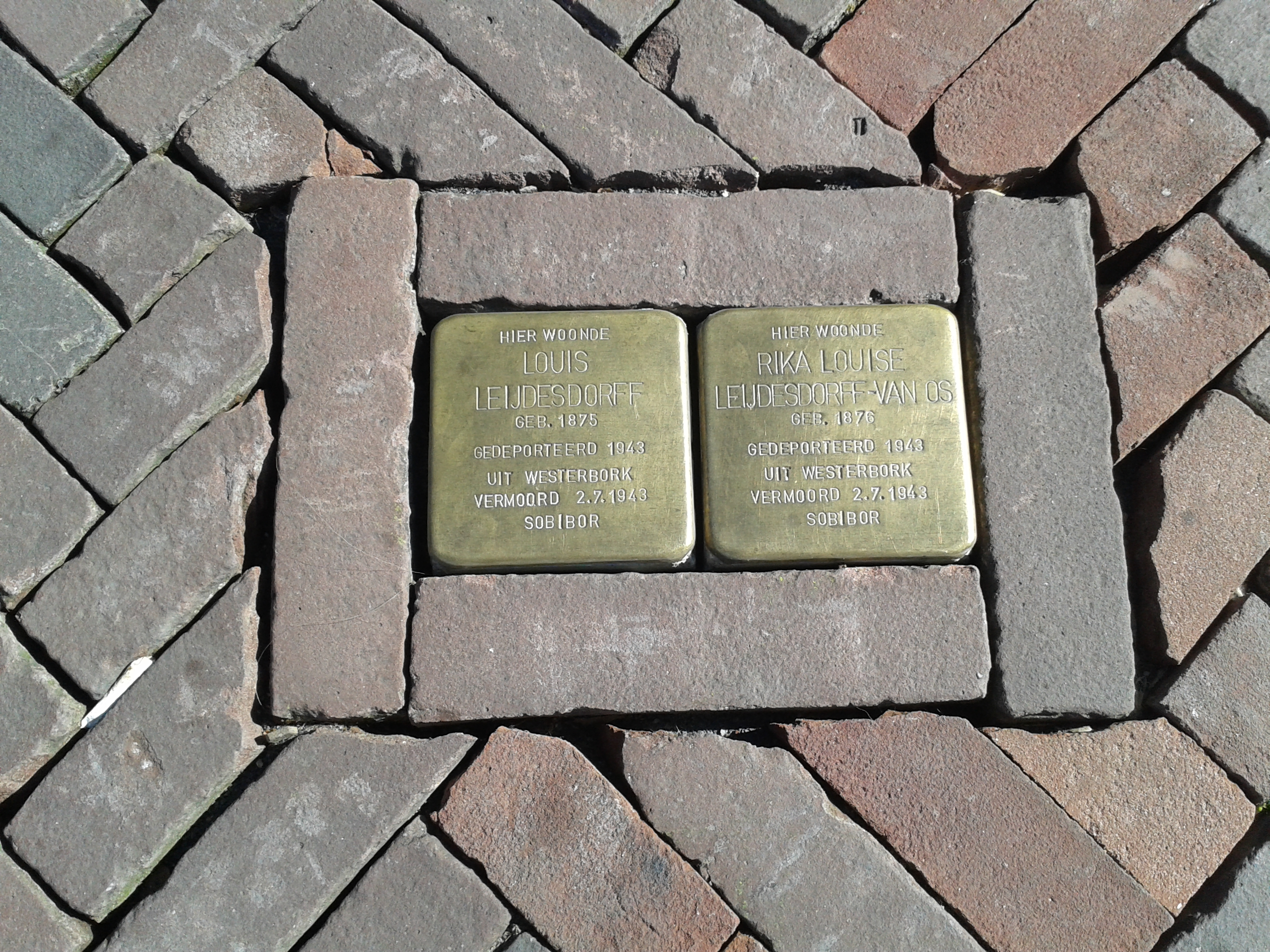
Markt 9